# 932
932 (CMXXXII) je bilo prestopno leto, ki se je po julijanskem koledarju začelo na nedeljo.

## Dogodki
- 1. januar

## Rojstva
Neznan datum
- Boleslav II., češki vojvoda († 999)

## Smrti
Neznan datum
- Izak Izraeli ben Solomon, arabski judovski zdravnik in filozof (* 832)